# ルイーゼ・ビューヒナー
ルイーゼ・ビューヒナー（Luise Büchner、1821年6月12日 - 1877年11月28日 ）は、ドイツの作家、政治活動家。19世紀のヘッセン大公国において女性の権利のための政治活動に携わった。

## 生涯
外科医エルンスト・ビューヒナーの次女（第5子）であり、兄弟にゲオルク・ビューヒナー、ヴィルヘルム・ビューヒナー、ルートヴィヒ・ビューヒナー、アレクサンダー・ビューヒナーがいる。幼少期に乳母の手から落ちるという事故に遭い歩行障害を持っていた。ルイーゼは文学、神話、民話や外国語を始めとする広範な知識をすべて独学で身につけた。両親の死後は、彼女と同じく生涯独身であった姉のマチルデ（Mathilde、長女・第2子、1815年 - 1888年）とともに、兄弟から援助を受けながら生活していた。
著作においてはとりわけ女性の教育と職業への権利を主張し、1867年にヘッセン大公妃アリスの支援を受けてアリス女性協会をダルムシュタットに設立、1877年まで副代表を務めた。協会の目的は、それまで慈善の形で行なわれていた病気の患者や障害者の看護を正当な女性の職業として主張し、また女性の教育と就職のために尽力することにあった。 協会は女性業者の製品を販売する「アリス・バザー」を開催する傍ら、女性の手工業者のために職業学校を営んでいた。
1873年のプロイセンの文化省会議において、ビューヒナーは女性の教育問題に対する見解を政府に求めた最初の女性となった。ルイーゼ・ビューヒナーは今日Louise Otto-Peters、Fanny Lewaldと並んで19世紀の女性解放運動の草分けと見なされている。